# Quartel da Montanha 4F
O Quartel da Montanha 4F (em castelhano:  Cuartel de la Montaña 4F), também conhecido como Museu Histórico Militar, é um edifício multiuso localizado no setor Monte Piedad, na freguesia 23 de Enero do Município Libertador, no Distrito Capital de Caracas, a capital de Venezuela.
Trata-se de uma estrutura concluída entre 1904 e 1906, entre os governos de Cipriano Castro e Juan Vicente Gómez, que funciona como sede do Museu Histórico Militar desde 1981, em onde se exibem objetos de grande valor histórico. Além disso, há também o mausoléu do ex-presidente venezuelano Hugo Chávez desde 2013. No passado também funcionou como sede da Academia Militar, sede de ministérios, além de muitas outras funções.
Em 2002, foi batizado como “Quartel da Montanha 4 de Fevereiro”. Dele você pode ver o Parque El Calvario, o Arco da Federação, o Palácio de Miraflores, as Torres del Silencio e o Observatório de Cajigal. O local recebe a visita de cerca de 800 pessoas diariamente e 2.000 nos finais de semana. Está aberto para visitas ao público de terça-feira a domingo.

## História

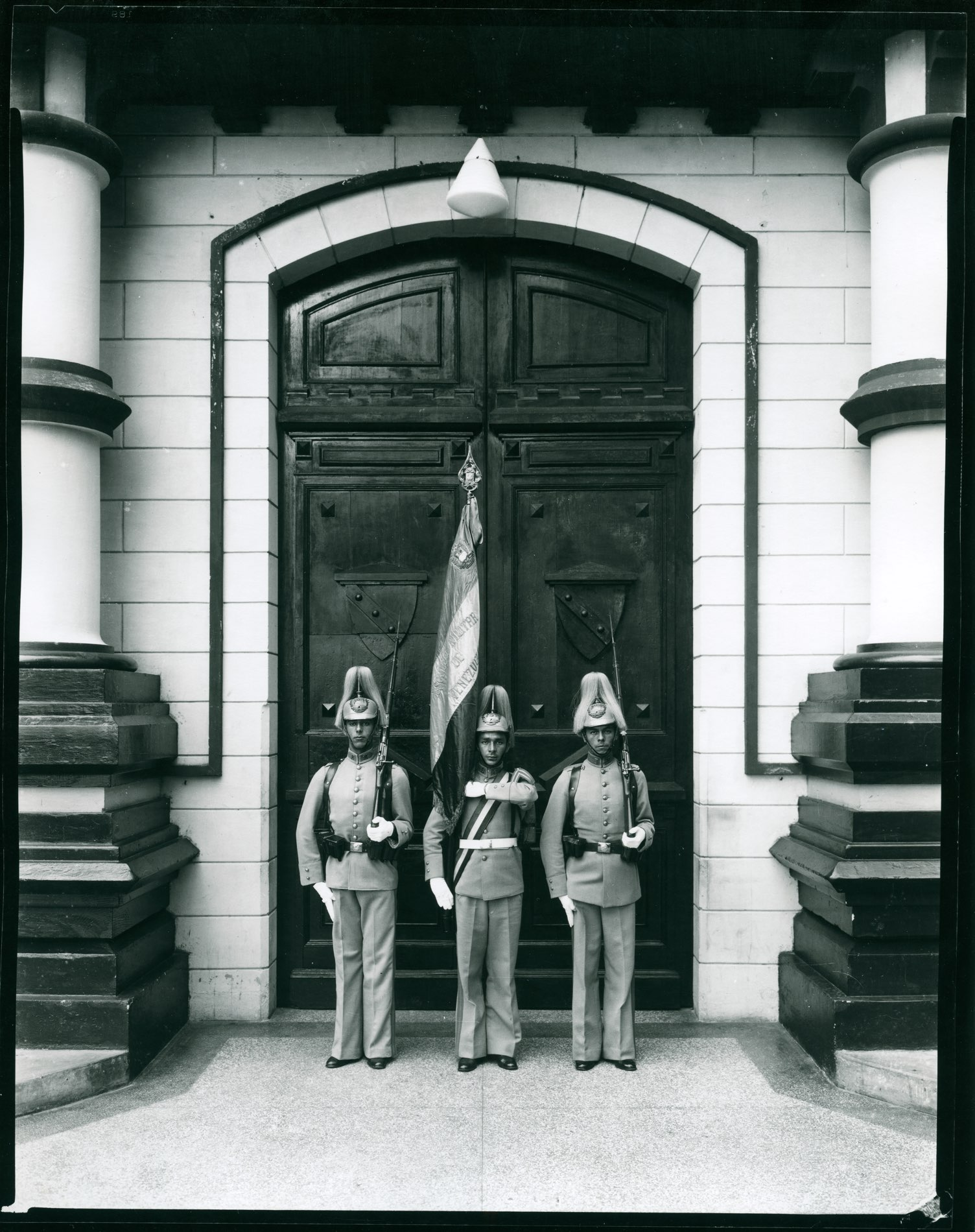
Cadetes no quartel de La Planicie, em 1930.

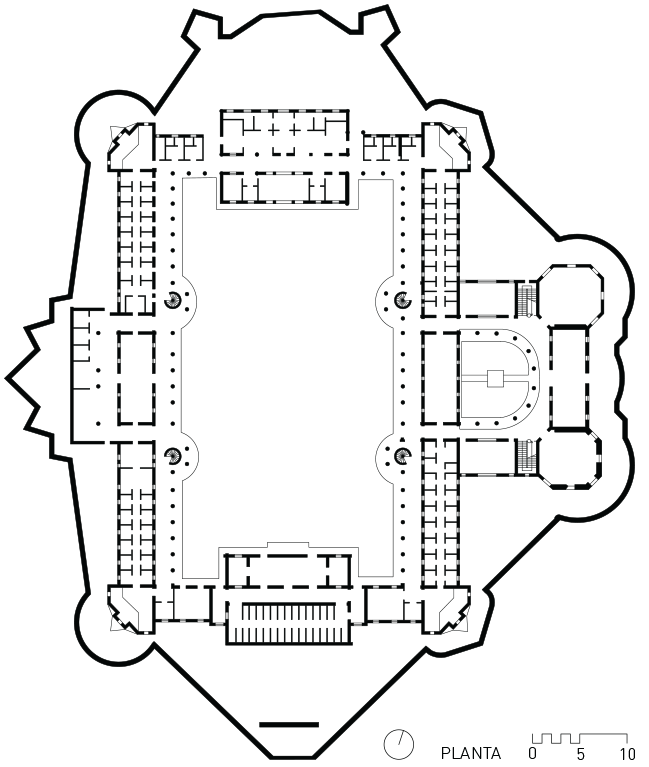
Plantas do Quartel da Montanha.

Foi construído no bairro La Planicie, próximo ao bairro Monte Piedad, na Paróquia 23 de Enero. Está localizada no planalto de La Planicie, com vista para o sudoeste da cidade de Caracas. Quando foi inaugurado, em 1907, era o maior da América Latina.
Durante o fracassado golpe de Estado de 4 de fevereiro de 1992 contra o governo do presidente Carlos Andrés Pérez, o edifício foi usado como quartel-general das forças rebeldes lideradas pelo então tenente-coronel Hugo Chávez. Mais tarde, em 2002, ele, já presidente Chávez, realizaria no local seu programa Aló Presidente para comemorar os 10 anos do golpe de Estado fracassado.
Após a morte de Chávez, em março de 2013, o governo de Nicolás Maduro decidiu adaptar o espaço para funcionar como mausoléu e museu, onde seriam expostos objetos relacionados à vida do falecido presidente, preservando seu status de Museu Militar.
As obras foram encomendadas ao arquiteto venezuelano Fruto Vivas em diversas salas, com destaque para o monumento inaugurado em 15 de março de 2013, conhecido como “A Flor dos Quatro Elementos” (fogo, vento, terra e água), onde está o sarcófago de Chávez.

## Usos
- De 1910 a 1949, foi sede da Academia Militar Venezuelana, atual Academia Militar do Exército Bolivariano.
- Durante o período 1941-1981, foi ocupado pelo Ministério da Defesa como sede da referida instituição.
- Desde 1981 funciona como Museu Histórico Militar.
- Em 2008, foi designada Quartel-General da Milícia Bolivariana, devido ao seu importante papel durante os acontecimentos de 4 de fevereiro de 1992.
- Em 2013, após a morte do presidente Hugo Chávez, uma obra arquitetônica chamada “A Flor dos Quatro Elementos” foi iniciada para servir como seu mausoléu.